# Henrik Christopher Glahn
Henrik Christopher Glahn (* 16. Dezember 1738 in Alling; † 21. Juli 1804 in Riserup) war ein dänischer Missionar und Pastor.

## Leben

### Jugend und Ausbildung
Henrik Christopher Glahn war der Sohn des Pastors und späteren Propsts Adam Wilhadt Henriksen Glahn (1707–1780) und seiner ersten Frau Inger Christina Weffling (1710–1750). Er wurde auf dem Pastorenhof in Alling nördlich von Ry bei Skanderborg geboren. Da er an einer Kinderkrankheit litt, zog er mit vier Jahren nach Kopenhagen zu seinem deutschen Großvater väterlicherseits, weswegen er Deutsch lernte. Nach einem Jahr kehrte er zurück zu seinen Eltern. Er wurde von seinem Vater zuhause unterrichtet. Als er 11 Jahre alt war, starb seine Mutter. Sein Vater konnte sich nicht um die vielen Kinder kümmern, sodass Henrik Christopher wieder zu seinem Großvater zog. Als seine Großmutter starb, zog der Witwer nach Alling, während sein Enkel in Kopenhagen bei seinem Onkel mütterlicherseits, Christian Weffling, wohnen blieb. Dessen Sohn wurde 1752 Student und erwog als Missionar nach Grönland zu ziehen.
Henrik Christopher Glahn erhielt zuletzt Unterricht von einem Theologen, der ihm die Hochschulreife ausstellte, woraufhin er begann an der Universität Kopenhagen zu studieren. 1755 legte er 16-jährig das examen artium ab. Inspiriert von seinem Cousin bat er Poul Egede darum, selbst Missionar in Grönland werden zu können, aber erhielt die Antwort, er sei noch zu jung. Nach einem Aufenthalt in Alling legte er im Folgejahr das Zweitexamen ab und bat Poul Egede erneut um Erlaubnis, wurde aber immer noch als zu jung betrachtet. Er zog wieder nach Alling und wurde von seinem Vater in Theologie unterrichtet, bevor er wieder an die Universität zurückkehrte, aber Poul Egede wollte ihn weiterhin nicht annehmen. Obwohl sein Studium eigentlich gut lief, sehnte er sich nach einem Abenteuer, und ließ sich somit im Siebenjährigen Krieg in Holstein stationieren.
Nach seiner Rückkehr nach Kopenhagen empfahl sein Onkel ihn Poul Egede, der ihn schließlich am Grönländischen Seminarium annahm. Er konnte jedoch erst 1761 zu studieren beginnen, da Jørgen Sverdrup Vorzug erhielt. Nach nur sechs Wochen legte er seine Theologieprüfung ab, wenn auch mit bescheidenem Ergebnis. Anschließend lernte er zwei Jahre lang Grönländisch am Seminarium.

### Zeit als Missionar in Grönland
Im Februar 1763 beschloss man, ihn in die Kolonie Holsteinsborg zu senden, wo er als Missionar wirken sollte. Am 4. März 1763 wurde er offiziell zum Missionar ernannt und am 27. März von Bischof Ludvig Harboe ordiniert. Etwa drei Wochen später reiste er ab. Ende Juni erreichte er Grönland und trat sein Amt am 10. Juli an, wobei er anfangs noch einige Wochen lang Unterstützung von seinem Vorgänger Jacob Borch erhielt. Zu diesem Zeitpunkt lagen Kolonie und Mission noch nicht am selben Ort. Die Missionsloge in Asummiut befand sich 30 km südlich von Ukiivik, wo die Kolonie lag. Erst im Folgejahr wurde die Kolonie ins nur 3 km entfernte Sisimiut versetzt. 1767 wurde die Missionsloge aufgelöst und Glahn zog auch nach Sisimiut.
Er reiste viel umher und verließ dabei auch seinen Missionsdistrikt, um seine Kollegen zu besuchen, allerdings war er anfangs auch für den Kolonialdistrikt Egedesminde zuständig. Er nahm für seine Zeit eine ungewöhnlich grönländische Lebensweise an und aß grönländisches Essen und lernte das Kajakfahren. Das half seiner Arbeit, ebenso wie seine guten Sprachkenntnisse, die er sich durch den engen Kontakt mit der Bevölkerung erwarb. Er war vorurteilslos gegenüber der Bevölkerung, wollte die grönländische Gesangstradition bewahren und hieß gemischte Ehen zwischen Dänen und Grönländerinnen gut, alles sehr entgegen dem damaligen Geist, vor allem unter den Missionaren. Auch in anderen Bereichen war er sehr progressiv. So schlug er beispielsweise die Einführung von Gesetzen oder die Ausbildung von Frauen zu Katecheten vor. Sein Unterrichtskonzept galt als so motivierend, dass die Kinder auch außerhalb der Schulzeiten freiwillig lesen lernten. Er ließ Geld für den Bau einer Kirche sammeln, die aber erst 1774 fertiggestellt wurde und das älteste heute noch existierende Kirchengebäude des Landes ist.

### Nach der Rückkehr nach Europa
1769 bot man ihm an, Propst von Grönland zu werden, aber er lehnte ab, da er selbst der Meinung war, nicht genügend Fähigkeiten für das Amt zu besitzen. Stattdessen reiste er heim. Er nahm eine die junge Grönländerin Euniche und des Kaufmannssohn Jacob Dorf mit. Während Euniche im Folgejahr nach Grönland zurückkehrte, blieb Jacob Dorf noch einige Jahre bei Glahn wohnen und kehrte erst 1774 nach Grönland zurück.
Das Missionskollegium war so zufrieden mit Glahn, dass man ihm eine Stelle am Seminarium geben wollte, da er so gute Sprachkenntnisse hatte. Stattdessen wurde er jedoch am 25. Juni 1771 zum Pastor in Norwegen ernannt, wo er in Kinsarvik, Ullensvang und Odda wirken sollte. Am 14. August 1771 heiratete er in Ķopenhagen Poul Egedes Tochter Gjertrud Kirstine Egede (1748–1816) und reiste dann nach Alling, um seinen alten Vater zu besuchen. Anschließend reiste er nach Norwegen, wo er am 3. November 1771 sein neues Amt antrat. Nach sieben Jahren bat er 1778 um seine Versetzung nach Dänemark, einerseits, da das Klima seiner Gesundheit zu schaffen machte, andererseits, um auch am Seminarium dienen zu können.
Somit wurde er am 3. Juni 1778 zum Pastor des Tingsted Sogns auf Falster ernannt. Er konnte jedoch erst ein Jahr später nach Dänemark reisen. Am 11. Juli 1779 hielt er seine Abschiedspredigt und am 26. September trat er sein neues Amt an. Im Gegensatz zum prächtigen Pastorenhof in Ullensvang war der in Tingsted heruntergekommen und das Amt schlecht bezahlt, sodass Glahn seinen Beschluss bald bereute. Deswegen wurde er auf eigene Bitte am 7. März 1781 zum Pastor des Nørre Vedby Sogns und des Nørre Alslev Sogns ernannt. Er erhielt auch das Amt des Propsts, das er jedoch ablehnte. Er war 23 Jahre lang Pastor dort und lebte auf dem Pastorenhof in Riserup, wo er regelmäßigen Kontakt zu Bernhard Severin Ingemann, dem Kind des Propsts hatte.
Auch nach seiner Rückkehr nach Europa beschäftigte er sich noch mit Grönland. Er war als Autor aktiv und schrieb einige Artikel über Grönland, unter anderem eine Rezension zu David Cranz’ Historie von Grönland. Daneben schrieb er während seines Aufenthalts in Grönland Tagebücher, eines pro Jahr, wobei jedoch drei der sechs Tagebücher verschollen sind. Er half seinem Schwiegervater bei Verbesserungen der grönländischen Bibelübersetzung, bis dieser 1789 starb. Sein Nachfolger Otto Fabricius nutzte eine andere Rechtschreibung und war recht unzufrieden mit Poul Egedes Übersetzung, was Glahn so verärgerte, dass er sich 1790 aus der Arbeit zurückzog. Er starb 1804 im Alter von 65 Jahren und hinterließ mehrere Kinder.